# Rally van Japan
De Rally van Japan, formeel Rally Japan, was een rallyevenement gehouden in Hokkaidō, Japan, en maakte deel uit van het wereldkampioenschap rally tussen 2004 en 2010. Het evenement werd in zijn geheel verreden op onverharde ondergrond.

## Geschiedenis
De rally was speciaal opgezet en onderdeel van de kalender van het wereldkampioenschap rally sinds de introductie van het evenement in het 2004 seizoen. Tussen 2004 tot 2007 werd de rally verreden in de regio Tokachi, vlak bij Obihiro. De 2008 en 2010 edities vonden plaats rondom Sapporo, de hoofdstad van het noordelijk eiland Hokkaidō. Voorafgaand aan de introductie van de Rally van Japan, werd er in deze omgeving al de Rally Hokkaido georganiseerd, een rally die sinds 2002 meegerekend werd voor het Azië-Pacific rallykampioenschap. Het evenement in nieuwe opzet voor het WK-rally werd in 2004 gewonnen door voormalig wereldkampioen Petter Solberg.
In 2009 stond de rally niet op de kalender van het WK, vanwege een door FIA gehanteerd rotatiesysteem, waardoor de rally in het 2010 seizoen wel weer meetelde voor het wereldkampioenschap. In 2011 ontbrak het echter weer en de rally is vanaf dat moment niet meer verreden.

## Lijst van winnaars

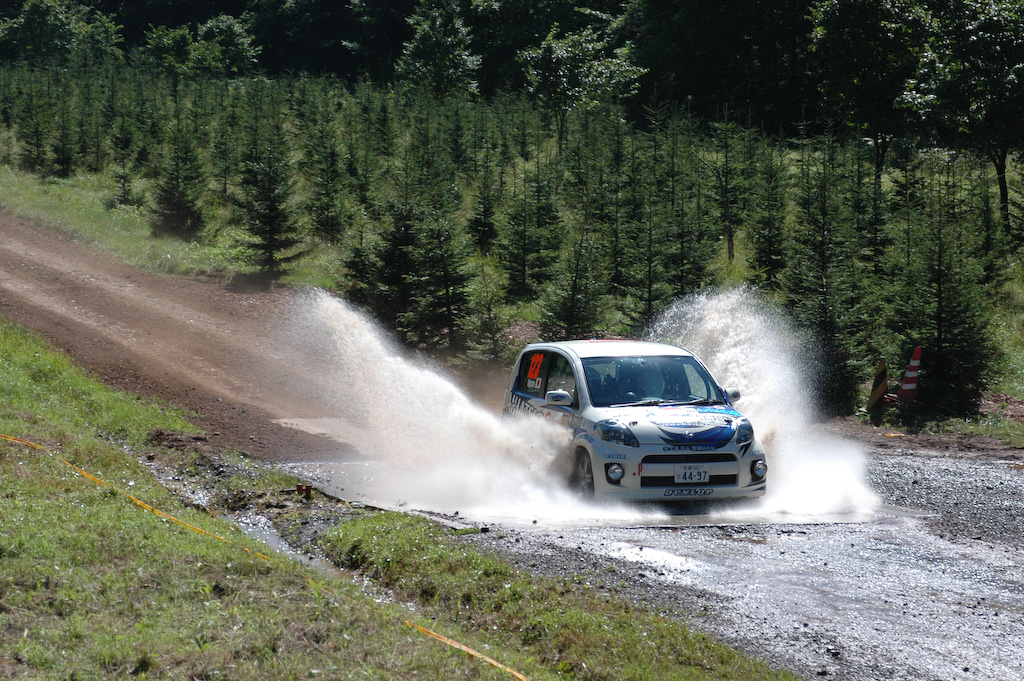
Een deelnemer actief op een van de proeven tijdens de rally in 2006

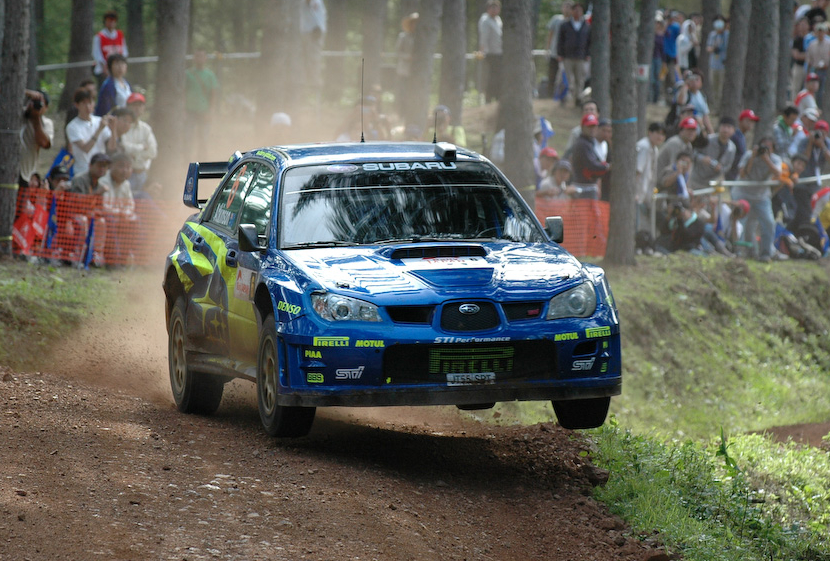
Chris Atkinson actief in een Subaru Impreza WRC tijdens de editie van 2006

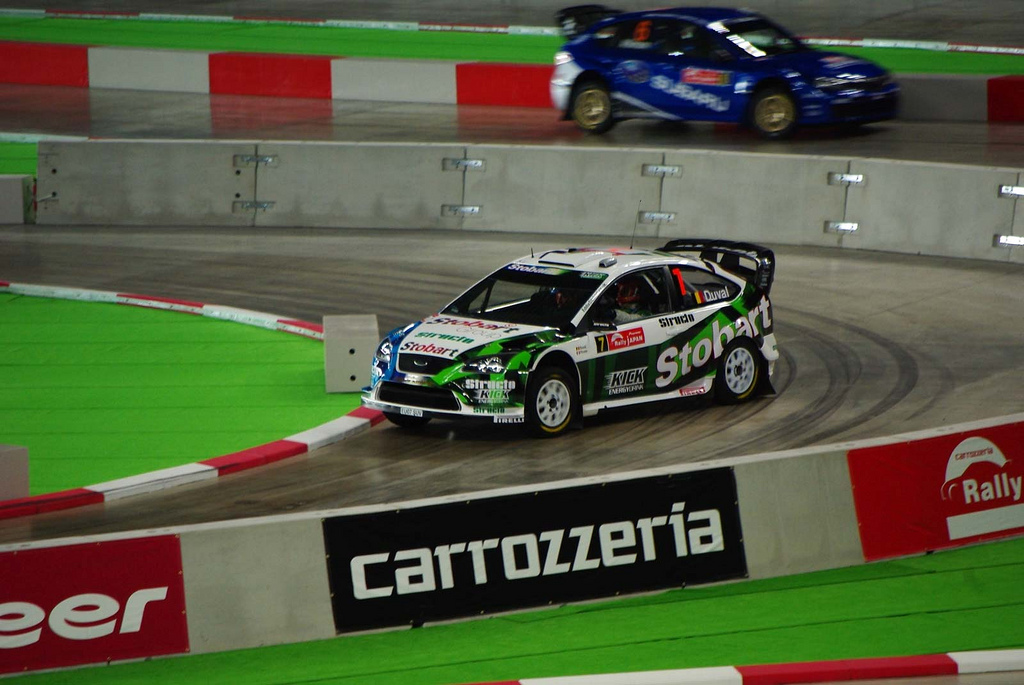
In 2008 maakte een showproef in een stadion deel uit van de rally

| Editie | Seizoen | Rijder                                        | Navigator                                     | Auto                                          |
| ------ | ------- | --------------------------------------------- | --------------------------------------------- | --------------------------------------------- |
| 8      | 2023    | Elfyn Evans                                   | Scott Martin                                  | Toyota GR Yaris Rally1                        |
| 7      | 2022    | Thierry Neuville                              | Martijn Wydaeghe                              | Hyundai i20 N Rally1                          |
| -      | 2020    | Rally niet gehouden vanwege COVID-19-pandemie | Rally niet gehouden vanwege COVID-19-pandemie | Rally niet gehouden vanwege COVID-19-pandemie |
| 6      | 2010    | Sébastien Ogier                               | Julien Ingrassia                              | Citroën C4 WRC                                |
| 5      | 2008    | Mikko Hirvonen                                | Jarmo Lehtinen                                | Ford Focus RS WRC 08                          |
| 4      | 2007    | Mikko Hirvonen                                | Jarmo Lehtinen                                | Ford Focus RS WRC 07                          |
| 3      | 2006    | Sébastien Loeb                                | Daniel Elena                                  | Citroën Xsara WRC                             |
| 2      | 2005    | Marcus Grönholm                               | Timo Rautiainen                               | Peugeot 307 WRC                               |
| 1      | 2004    | Petter Solberg                                | Phil Mills                                    | Subaru Impreza WRC2004                        |